# Geschichte der Gehörlosen

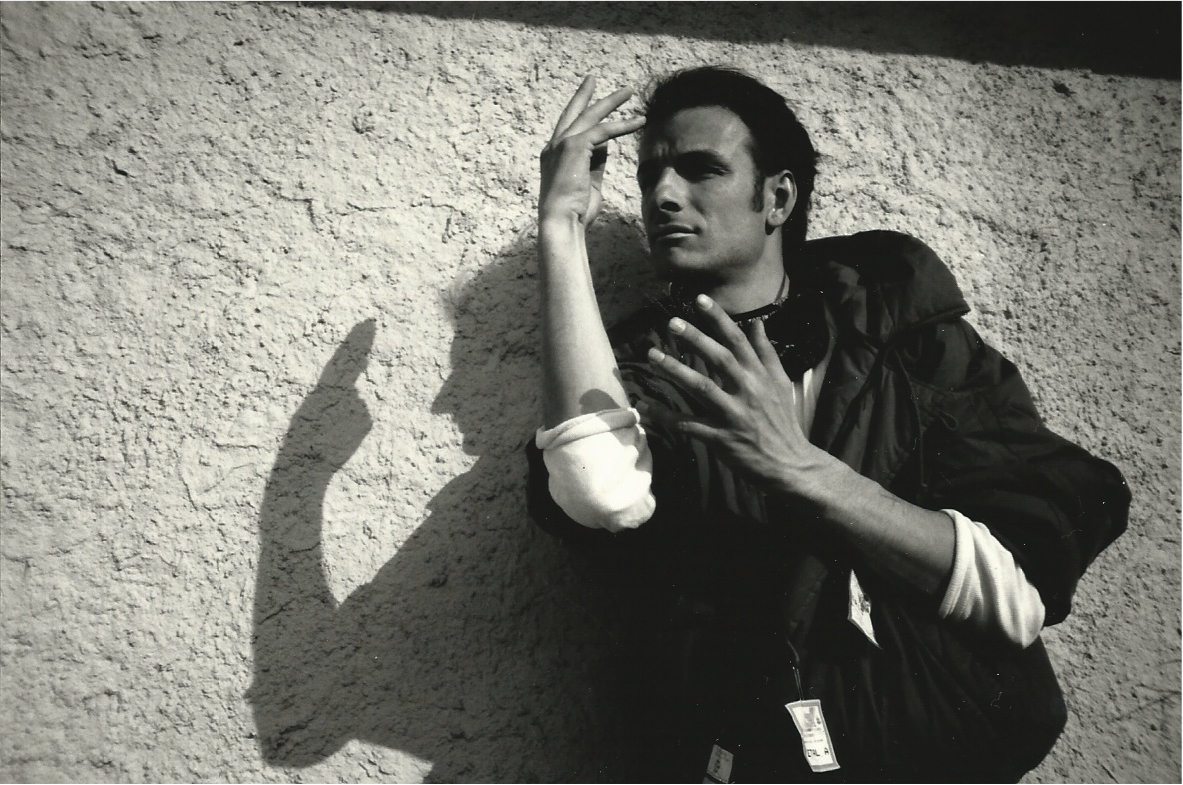
Künstlerische Darstellung des „Wesens der Gehörlosigkeit“ durch den gehörlosen französischen Schauspieler und Aktivisten Bruno Moncelle (1993)

Die Geschichte der Gehörlosen (englisch Deaf History) befasst sich neben der Geschichte der gehörlosen Menschen selbst auch mit den wechselnden kulturellen Auswirkungen von Gehörlosigkeit und den damit befassten Institutionen.

## Der Begriff „Deaf History“
Die englische Bezeichnung Deaf History bedeutet im Deutschen „Geschichte der Gehörlosen“, „Geschichte des Taubenwesens“ oder „Geschichte des Taubseins“, basierend auf der Erkenntnis, dass die Geschichte auf dem Leben im Taubsein, nicht auf dem Hörunvermögen basiert.
Da die Erforschung der eigenen Geschichte vor allem von der nordamerikanischen Gemeinschaft tauber Personen in Gang gesetzt wurde, wird auch in Deutschland der Terminus Deaf History manchmal anstelle der deutschen Bezeichnung benutzt.
Die Vereinigung „Deaf History International“ wurde 1991 beim ersten International Deaf History Congress in Washington, D.C., USA, gegründet und veranstaltete internationale Kongresse.

## Verbreitung von Gehörlosigkeit
Taube Menschen gab es vermutlich so lange, wie die Menschheit existiert. Etwa 0,02 Prozent der menschlichen Bevölkerung ist entweder taubgeboren oder ertaubt vor dem 19. Lebensjahr.
Davon wiederum sind zwischen fünf bis zehn Prozent erbbedingt von einem oder beiden tauben Eltern. In abgeschlossenen Gebieten kann sich jedoch die genetische Taubheit in weit höherem Umfang ausbreiten. So bestand die Bevölkerung in zwei Dörfern auf der nordamerikanischen Insel Martha’s Vineyard im 17. Jahrhundert zu einem so großen Teil aus tauben Personen, dass hier „jeder die Gebärdensprache sprach“ (so der Titel eines Buches zu dieser Historie von Nora Ellen Groce).
Ein anderer Teil der Betroffenen ist taub geboren aufgrund von Erkrankungen der Mutter während der Schwangerschaft z. B. durch Röteln oder Masern, weiter erfolgen auch Ertaubungen durch Erkrankungen im Kindesalter.
Unter den heutigen Bedingungen hat der Umfang dieser vor- und nachgeburtlichen Ertaubungen eine Rate von insgesamt etwa ein bis zwei Prozent.
Ertaubungen im Jugend- und Erwachsenenalter und Altersschwerhörigkeit haben aufgrund der bis dahin erworbenen Kenntnis der Lautsprache als Mehrheitsprache nicht die spezifischen Auswirkungen wie die von Geburt oder Kindheit an bestehende Taubheit.
Solange die Bevölkerungsdichte noch sehr gering war, waren taube Menschen auch immer nur Einzelerscheinungen und hatten keine eigene Geschichte. Erst bei zunehmender Bevölkerungsdichte konnten sich taube Menschen zu Gruppen zusammenfinden und unter Umständen auch eine spezifische Verständigung mit Gebärden entwickeln. Wann und wo dies in frühester Zeit geschah, wird in Platons Zwiegespräch Kratylos und am hethitischen und sultanischen Königshof berichtet.
Gegenwärtig wird geschätzt, dass von der deutschen Gesamtbevölkerung (ca. 80 Millionen) etwa 14 Millionen eine Gehör-Beeinträchtigung haben. Etwa 80.000 davon sind taub, von denen wiederum etwa 35.000 eingetragene Mitglieder der Vereine des Deutschen Gehörlosen-Bundes sind.
Obwohl taube Personen – wie aus den Zahlenangaben schon ersichtlich – sehr verstreut unter der Bevölkerung leben, haben sie untereinander dennoch stabile Gemeinschaften aufgebaut und verbringen die Zeit außerhalb des Berufslebens überwiegend unter ihresgleichen.

## Die christliche Ansicht der göttlichen Bestimmung
Taube Menschen wurden in Europa lange Zeit und vor allem auch unter dem Regiment der christlichen Kirche nicht als vollwertige Menschen angesehen, da sie die „göttliche“ Sprache nicht hatten, mit deren Beherrschung sich der Mensch nach damaliger Meinung vom Tier unterschied. Der Kirchenvater Augustinus (354–429) sprach in Anlehnung an Paulus (Röm 10,14 ): „Wer nicht hören kann, kann daher auch nicht glauben“. Jedoch hat er später diese Meinung widerrufen, indem er sagte, die taube Person könne durch Gebärden den Glauben erlangen, als er einen Mailänder Tauben in der Gebärdenunterhaltung beobachtete und von jemandem über einen Landstrich in Italien mit einer großen Anzahl von gebärdensprechenden tauben und hörenden Menschen hörte. Allerdings wurde diese Ansicht nicht von den Pädagogen der Bildung tauber Menschen aufgegriffen.
Die Physiologie des Körpers wurde als von Geistigkeit gespeist gesehen, Leben als göttliches Prinzip, Pneuma, geistiger Hauch. Eine gelähmte Hand ist eine vom Leben verlassene, tote Hand, das Ohr des Gehörlosen geistlos, ein hohler Umschlag ohne das eingeborene Gefühl, diesen „sehr scharfsinnigen Hauch, seit unserer Geburt vom Gehörgeist eingepflanzt“, wie Ambroise Paré (1509–1590) bei seinen Sezierungen feststellen zu können meinte. Das Fehlen eines Gehörs implizierte eine lethargische Existenz.
Aus frühchristlicher Sicht verjagte Jesus blinde und stumme Geister, der besessene Körperbehinderte wird durch ein Wunder der Gesellschaft zurückgegeben. Bei Tauben und Stummen heilte Jesus das Ohr und die Sprechorgane, mit der Ephata-Formel öffnete er den Geist: zwei Heilphasen reichen nicht gänzlich ohne diese allerletzte Aktion, das Öffnen der Fenster und Türen zur Sprache wäre nichts ohne diese geistige innere Instanz, die das Hören auf das Verstehen erweitert und durch das Aussprechen von Gedanken von der Stille befreit.

## Die frühe wissenschaftliche Sicht
Sind Taubheit und Stummheit krankhafte Veränderung oder Nichtvorhandensein der Sinne?
Nach damaligen Vorstellungen erschien das fehlende Sprechvermögen als grundlegender Mangel. Das Gedächtnis bestand nur durch die gegliederten Wörter, die die Gefühle im Bewusstsein festlegten und es damit erlauben, den Willen zu wecken. Das Fehlen eines Gedächtnisses liefert der Einbildung des Menschen eine Parade unkontrollierter Bilder nach dem Muster des Traumes oder des Wahnsinns. Die Stummen erreichen kein Gedächtnis und Bewusstsein, sie verharren in den Ausfransungen des Untermenschlichen und Tierhaften.
Die römischen Gesetzgeber diskutierten, ob Taubstummheit als Krankheit oder als Mangel einzuordnen wäre. Die Akustik als Wissenschaft entwickelte sich bei den Griechen in der Auseinandersetzung zwischen denen, die der pythagoreischen Ansicht vom mathematischen Regelmaß der Musik, und denen, die der emotionalen Wertung des Aristoxènos zuneigten. Angesichts der engen Verknüpfung von Akustik und Musik kam es den Wissenschaftlern nicht in den Sinn, die Akustiker zum Wesen von Taubheit zu befragen. Ohnehin befasste Wissenschaft sich vorzugsweise mit idealen Modellen und nicht mit den „Unfällen“ der Natur, die Medizin speziell beschäftigte sich mehr mit allgemeiner Sachkunde als mit Beschreibungen von Symptomen.
Die Gleichzeitigkeit der Taubheit und Stummheit forderte die wissenschaftliche Interpretation heraus. Es gab eine Theorie der „Anastomose“, einer Nervenverbindung, die von Hippokrates und Claudius Galenus bzw. Galen (2. Jahrhundert) angeregt, bis ins 17. Jahrhundert zirkulierte. In diesem Sinne proklamierte auch Montaigne (1533–1592) eine „natürliche Naht“, die die auditiven und die für das Sprechen als zuständig gesehenen Gesichtsnerven verband. Barthélémy Eustache (1510–1574) nahm die Verletzung der zwei Nerven an. Realdo Colombo (… gegen 1560) beschrieb die einfachen Stimmen und die unartikulierten Töne der Tauben, die durch den rückläufigen Nerv geleitet würden, während der Gesichtsnerv die Artikulationsorgane kontrollierte.
Lazare Rivière (1589–1655) unterschied die grundlegende Taubstummheit, die in einer organischen Verletzung der auditiven und der Gesichtsnerven liegen sollte, von der physiologischen Taubstummheit, beruhend allein auf einer Schädigung des Gehörnervs, die die Unmöglichkeit einer Aneignung des Sprechens bewirkt.
In Reaktion auf die scheinbar zweifachen Gebrechen verfolgten die Praktiker zwei Hauptwege der Heilung: das innere Ohr erhielt lange und oft schmerzhafte Behandlungen.
Die Sprechorgane unterlagen noch radikaleren invasiven Verfahrensweisen; ein Schnitt durch das Zungenband sollte die Sprache „befreien“, folgend den Beobachtungen „wundersamer Heilungen“ von Stummen durch traumatische Schocks, wie des von Herodot (490–430 v. Chr.) erwähnten Sohns des Krösus, Königs von Lydien. Dieser war von Geburt stumm und es trotz aller aufgewendeten Heilversuche geblieben. Beim Kampf um die Hauptstadt wurde Krösus unbemerkt von einem persischen Krieger angegriffen. Um seinen Vater zu warnen, schrie der Stumme auf und erlangte so wieder die Sprache. Weitere Fälle wurden aufgezählt, um etwa die Resektion der Zungenwurzel zu rechtfertigen, denn man nahm an, dass diese von Emotionen beschädigt sei.
Bei dieser Lage wurden die Stummen mit Geisteskranken gleichgesetzt – angesichts scheinbar fehlender Gründe für die Stummheit – mit Körperbehinderten aller Richtungen, den Stotterern und Lisplern, vergleichbar der Verwechslung des Hinkens mit der Lähmung. Aristoteles (384–322 v. Chr.), selbst Sohn eines Arztes, untersuchte die Naturgeschichte und die Wissenschaft von den Arten, ohne Praktiker zu sein. Dennoch befand er, dass taube Menschen von Geburt sich nicht unterhalten konnten und dass der Blindgeborene von höherer Intelligenz war als der von Geburt Gehörlose.
„Taubstummheit“ wurde noch bis in die neuere Zeit als krankhafte Erscheinung angesehen, wie etwa in der Beschreibung des Oberamts Oehringen von 1865 der folgende Eintrag zeigt: „Die Einwohner sind im allgemeinen in mittelmäßigen, nicht selten auch dürftigen Vermögensverhältnissen und erfreuen sich einer guten Gesundheit; nur in Heuholz zeigt sich der Kretinismus (zwei Blödsinige und drei Taubstumme)“.

## Soziale Implikationen
Wegen des ohnehin verbreiteten Analphabetismus hatten gehörlose Menschen trotz ihrer Randständigkeit bis zum Mittelalter dennoch vergleichsweise stärkere gesellschaftliche Anpassungsmöglichkeiten als in den darauffolgenden Jahrhunderten. Die Kirche gewährte Gehörlosen zwar im 5. Jahrhundert die Taufe, jedoch erst im 11. Jahrhundert die Heirat, im 13. Jahrhundert die Beichte und im 16. Jahrhundert die Möglichkeit, das Mönchsgelübde abzulegen (nach Aude de Saint Loup, „Darstellungen Tauber im westeuropäischen Mittelalter“, 1993).
Die Beobachtungen im Zusammenhang mit einer Gruppe von Siedlern auf der nordamerikanischen Insel Martha’s Vineyard, die um 1630 aus dem kentischen Weald auswanderten, zeigen dagegen, dass Gehörlose auch in so früher Zeit nicht automatisch eine Randexistenz sein mussten, sondern dies eine Folge unterschiedlicher gesellschaftlicher Einstellungen ist.

## 16. und 17. Jahrhundert
Mit der ersten Einrichtung von Schulen für Kinder gab es auch pädagogisch tätige Menschen, die taube Kinder zu unterrichten versuchten, sei es aus humanistisch oder religiös motivierten Gründen oder um des Geldes oder der Vergünstigungen willen, die gesellschaftlich besser gestellte Eltern dafür zu gewähren bereit waren.
Damals waren Mönche der christlichen Kirche trotz Vorbehalte am ehesten in der Lage, mit ihnen zu kommunizieren, da wegen der teilweise herrschenden Schweigepflicht in Klöstern gerade dort spezielle Gebärden und Fingeralphabet zur lautlosen Kommunikation erfunden wurden.

## 18. und 19. Jahrhundert bis zum Mailänder Kongress
Ab etwa 1700 vollzogen sich die wesentlichen bekannten Ereignisse und Entwicklungen vor allem in den deutschsprachigen Ländern, Frankreich, England und Neuengland bzw. den USA. Sie beeinflussten sich teils gegenseitig, teils liefen die Entwicklungen im gleichen Zeitraum in unterschiedliche Richtungen. 
Samuel Heinicke und der Abbé de l’Epée engagieren sich in der pädagogischen Betreuung gehörloser Kinder, mit unterschiedlichen Methoden lieferten sie durch einen Briefwechsel die Grundlage für den späteren Methodenstreit der „Taubstummen“- bzw. Gehörlosenpädagogik im 19. und 20. Jahrhundert.

## Seit dem Mailänder Kongress 1880

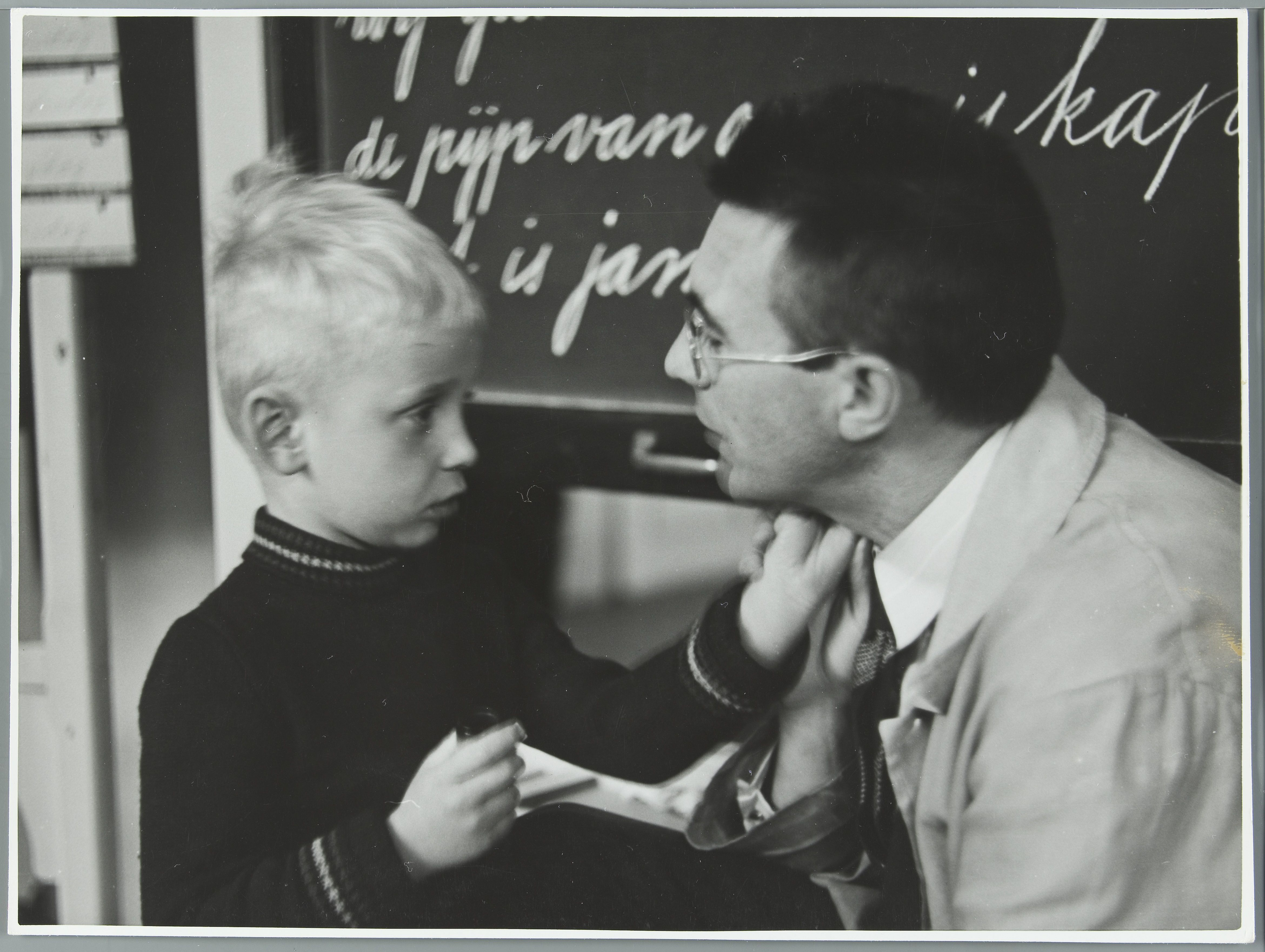
Oraler „Sprechunterricht“ eines gehörlosen Schülers in den Niederlanden (1938)

Die auf dem Mailänder Kongress der „Taubstummen-Pädagogen“ 1880 gefassten Beschlüsse zu einer einseitig lautsprachlichen beziehungsweise oralen Erziehung werden in der Praxis durchgesetzt. Als Folge breitet sich jahrzehntelang eine lähmende Lethargie unter den tauben Personen in Europa und Nordamerika aus. Die Weltkriege 1914–1918 und vor allem auch die Zeit von 1933 bis 1945 mit gezielter Verfolgung tauber Menschen im Herrschaftsbereich des nationalsozialistischen Deutschland tragen mit ihren unüberblickbaren Auswirkungen zusätzlich zur Verunsicherung und Reduzierung des gesellschaftlichen Lebens der tauben Menschen bei.
In der zweiten Hälfte des 20. Jahrhunderts gibt es jedoch neue Impulse, die gegenüber der bisherigen Haltung der „Taubstummen-Pädagogen“ vor allem eine neue Akzeptanz der Gebärdensprache signalisieren. Die Linguisten Bernard Tervoort in Europa und William Stokoe in den USA belegen in der Mitte des Jahrhunderts erstmals den Status einer vollwertigen Sprache für die Gebärdensprache. Dies regt vor allem im letzten Viertel des 20. Jahrhunderts zunehmend in allen Ländern der Erde die linguistische Erforschung von Gebärdensprachen an.
Mit der linguistischen Anerkennung der Gebärdensprache kehrt eine selbstbewusste Bewegung tauber Menschen im Sinne einer „Deaf Power“ in vielen Ländern einher, sich zum Taubsein als Normalzustand, zur Gebärdensprache und Taubseinskultur zu bekennen. Besondere Kulturformen entstehen als Resultat: Taube Maler entwickeln eine besondere Kunstform, genannt „Deaf Vision in Art“ (DeVIA) mit Sonderausstellungen, taube Theatervorführungen berühren verstärkt Themen um das Taubsein, taube Poeten vorbringen Gebärdensprachpoesie, tauborientierte Filme werden gedreht, taubspezifisch-kulturelle Festivals (Kulturtage in Deutschland, Frankreich, Schweden, USA, Tschechien) werden veranstaltet, literarische Erzeugnisse werden vermehrt von tauben Autoren wie nie zuvor veröffentlicht und Deaf Studies werden in einigen Universitäten etabliert.
Der technologische Fortschritt in der Elektronik führt im letzten Viertel des 20. Jahrhunderts zu einer sich geradezu überschlagenden Entwicklung. Erstmals können taube Menschen nach 1965 zunächst mit Schreibtelefonen das Telefonnetz zumindest innerhalb ihrer Gemeinschaft und auch für Notrufe bei Polizei oder Feuerwehr nutzen. Im weiteren Verlauf werden den handelsüblichen Standard-Geräten immer mehr und neue Funktionen von tauben Personen erkoren, z. B. Radio-TTY und Deaf Messenger in den USA.
Eine erste Erweiterung der „erreichbaren“ Telekommunikations-Verbindungen über die Schreibtelefon-Anschlüsse hinaus wird mit dem Faxgerät möglich. Mit einem kommerziellen Vertrieb des schon viel früher „erfundenen“ Bildtelefons können Gehörlose erstmals auch in ihrer eigenen Gebärdensprache über das Telefonnetz kommunizieren. Weitere „Reichweiten“-Ausdehnungen sind mit der SMS-Funktion von Mobiltelefonen und den E-Mail-Diensten des Internets möglich. Nachdem sich das Bildtelefon als kommerzieller Flop erwiesen hat, wird der Vertrieb weitgehend eingestellt. Parallel dazu wurden jedoch schon Videokonferenz-Programme für Computer anstelle des Bildtelefons genutzt.
Mit dem Aufkommen des Internets erweitern sich die Informationsmöglichkeiten für taube Personen in weitaus größerem Maße.
Mit dem Angebot von Webcams verlagert sich die gebärdensprachliche Telekommunikation vom Telefonnetz in das Internet.